# بني قرية (القفر)

تعديل مصدري - تعديل

بني قرية محلة تابعة لقرية بني مهدي، التابعة لعزلة بني مبارز بمديرية القفر إحدى مديريات محافظة إب في الجمهورية اليمنية، بلغ تعداد سكانها 138 حسب تعداد اليمن لعام 2004.